# Раллис, Теодорос
Теодорос Раллис (греч. Θεόδωρος Ράλλης, фр. Théodore Jacques Ralli; 1852, Константинополь — 1909, Лозанна) — французский художник греческого происхождения. Принадлежит французской школе академизма и, одновременно, является самым характерным греческим художником-ориенталистом.

## Биография
Теодорос Раллис родился в богатой купеческой семье Константинополя. Род Раллисов происходил с острова Хиос. Получил первоначальное образование на острове Халки Мраморного моря. Продолжил учёбу в Лондоне, где работал служащим в фирме Раллис — Маврояннис.
В 1875 году он отправился в Париж, где учился живописи в Школе изящных искусств, в мастерской Жана Жерома. Работы Раллиса были впервые выставлены в Парижском салоне 1875 года. Раллис был членом «Общества французских художников», которое наградило его знаком почёта в 1885 году и серебряной медалью в 1889 году. Несколько позже его работы были представлены на выставках Королевской академии художеств Лондона.
В 1885 году Раллис получил греческий Орден Спасителя и в том же году он получил французское гражданство.
В 1900 году Раллис стал кавалером Ордена Почётного легиона. В том же, 1900, году он был членом жюри Всемирной выставки в Париже.
Раллис совершил множество путешествий в Грецию, Малую Азию, Палестину и Египет, собирая материалы для своих работ. Его жизнь протекала между Парижем и Каиром, где он открыл и содержал свою вторую мастерскую. В Каире Раллис жил в зимние месяцы до 1904 года.
В 1885 году он посетил Афон. В 1896 году Раллис выставил свои работы на «Первой египетской выставке» (Александрия). После первой Олимпиады современности 1896 года и до самой своей смерти, он неоднократно выставлял свои картины в Афинах, не в последнюю очередь в силу своей дружбы с первым президентом Международного олимпийского комитета (МОК) Димитриосом Викеласом. В Греции получил серебряные медали на выставке «Олимпия» в 1888 году и на «Международной афинской выставке» 1903 года.
Своим завещанием Раллис оставил имущество и несколько своих работ Национальной галерее Греции. Завещание было принято Национальной галерей в 1910 году. В 1911 году в Париже был учреждён «Приз Теодора Раллиса». В 1912 году в Греции был проведен первый «Конкурс Раллиса».

## Семья
В 1881 году Раллис женился на Юлии Маврокордато, с которой у него была одна дочь, Екатерина (1882—1948), ставшая впоследствии супругой греческого фольклориста Николаоса Политиса. Жена Раллиса умерла в 1888 году, в возрасте 29 лет. В 1895 году Раллис женился во второй раз, на Марии Мавромихали, но вскоре развёлся.

## Труды
Под влиянием Жерома Раллис обратился к тематике экзотического для европейцев Востока. Но при этом «Восток» Раллиса — это, в основном, современный ему Восток, характеризующийся бо́льшим реализмом. Первая известная «восточная» работа Раллиса — «Египетский солдат» 1878, в которой он следует формам академической живописи и в которой прослеживается влияние Жерома.
В числе любимых тем художника были религиозные сцены православного эллинизма, в которых лица полны благочестия и невинности.

Некоторые работы
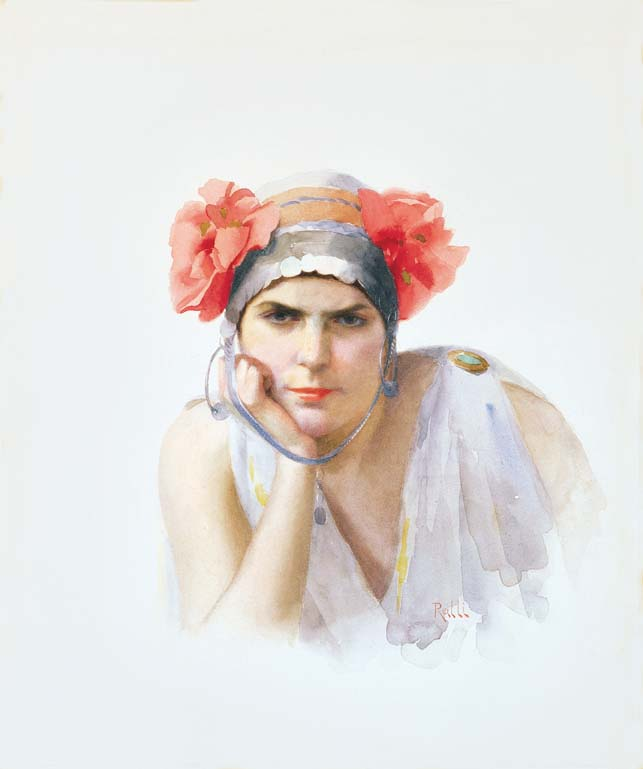
Медея
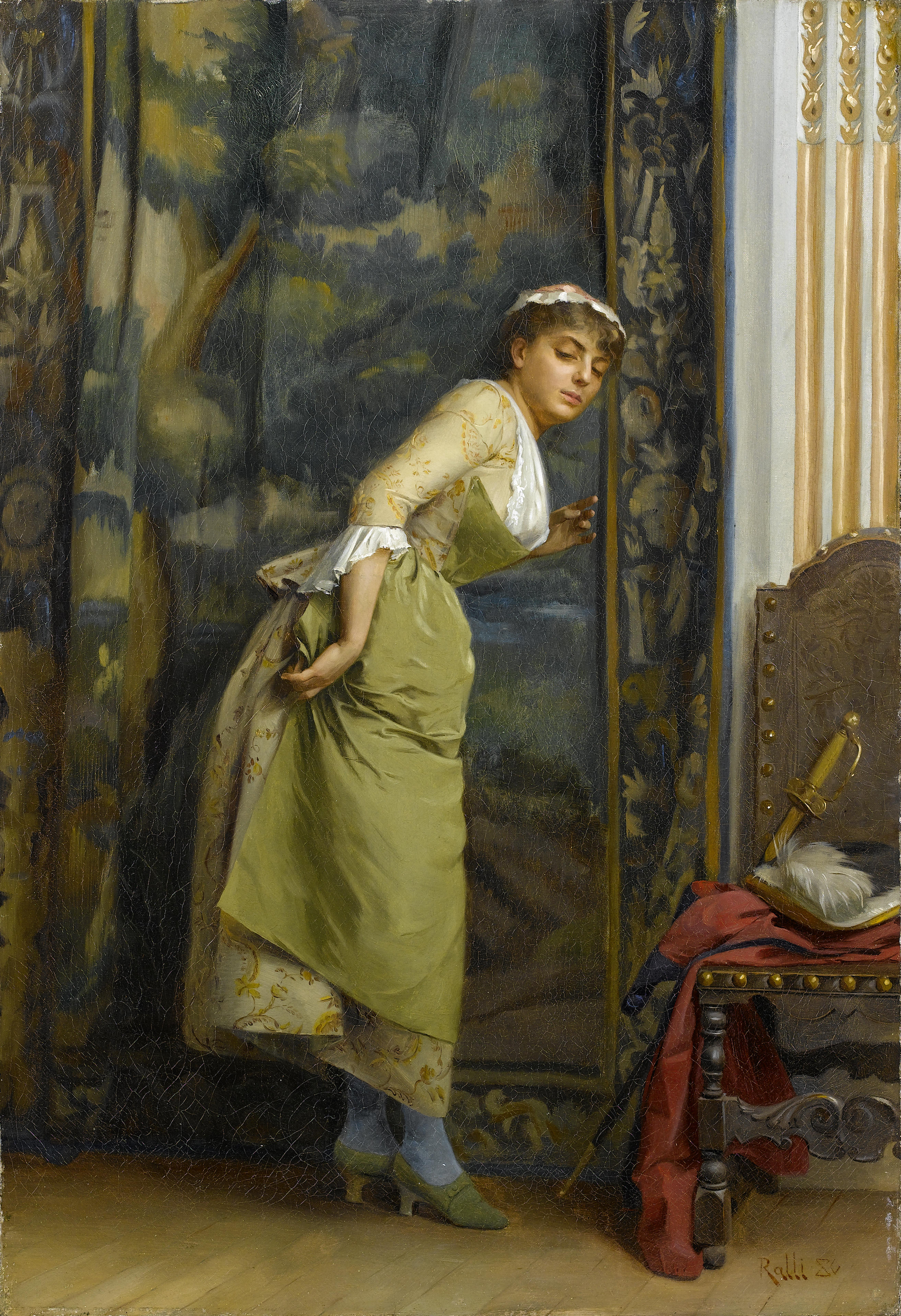
Подслушивание
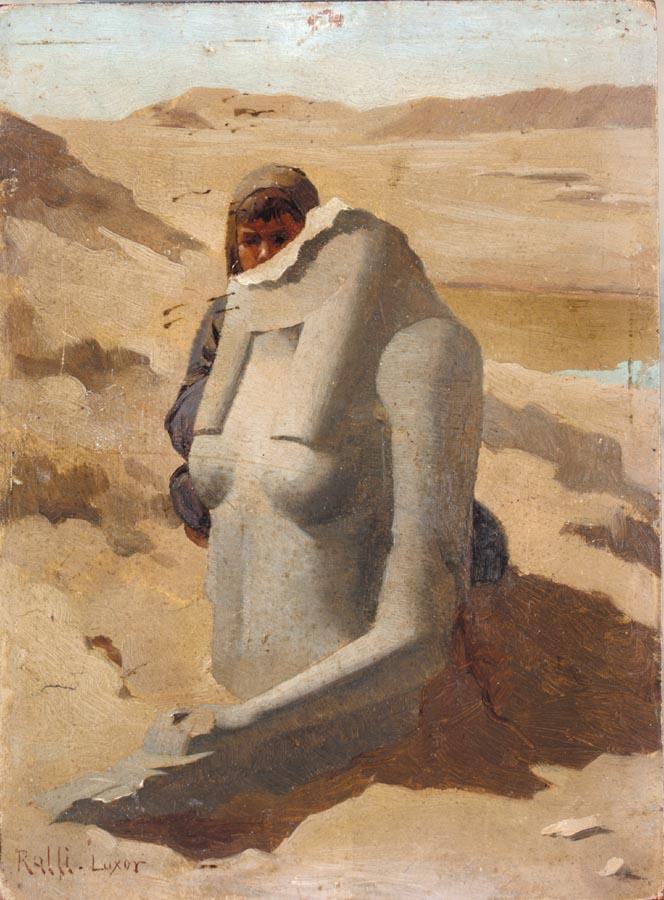
Мальчик за египетской скульптурой
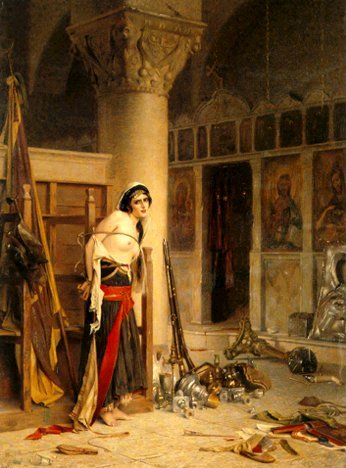
Добыча

## Работы Раллиса на сегодняшних аукционах
Несколько работ художника выставлены в Национальной художественной галерее Греции (две работы), в Лувре (одна работа) и Сиднее (одна работа). Но большинство работ Раллиса находится в частных коллекциях. Более 25 работ Раллиса были проданы на аукционах Sotheby΄s и Bonhams в Лондоне по рекордным для греческих художников ценам.
До начала первого десятилетия XXI века многие энциклопедии не упоминали его имени и альбомы с его работами были редки. Ориентализм значительной части его работ был воспринят доминирующим элементом его живописи, что способствовало отсутствию всеобщего интереса к художнику. Самая большая цена была заплачена за картину Раллиса «Пленница» (в манере ориентализма), которая была продана за 1.046.232 €, превзойдя работы Константина Воланакиса, Николаоса Гизиса и Константина Партениса.

## Некоторые из известных работ Раллиса
- «Поцелуй» 1880 (Коллекция Χ. Πерез).
- «Девушка собирающая цветы» 1892 (Национальная художественная галерея (Афины)).
- «Πортрет Аспасии Назу» 1904 (Частная коллекция).
- «В церкви» (Коллекция Маккаса).
- «Гарем».
- «Нубар-паша»[7] (Частная коллекция).
- «Голова молодой бедуинки».
- «Отпевание Паши Танжера» 1884.
- «Восточная баня».
- «Афон».
- «Трапеза в монастыре Афона» 1885